# Phong trào sáp nhập Canada vào Hoa Kỳ

Các tiểu bang của Hoa Kỳ, các tỉnh và vùng lãnh thổ của Canada

Từ khi Hoa Kỳ độc lập cho đến ngày nay, đã có nhiều phong trào khác nhau tại Canada và Hoa Kỳ đã vận động ủng hộ việc sáp nhập một phần hoặc toàn bộ Canada vào Hiệp chúng quốc Hoa Kỳ. Các nghiên cứu lịch sử đã tập trung vào nhiều phong trào quy mô nhỏ rất hữu ích trong việc so sánh chính trị Canada và Mỹ.
Trong những năm đầu của Hoa Kỳ độc lập, nhiều nhân vật chính trị Hoa Kỳ ủng hộ việc xâm lược và sáp nhập Canada, thậm chí còn chấp thuận trước việc kết nạp tỉnh Quebec (trước đây được biết đến với tên gọi Hạ Canada) vào Hoa Kỳ trong Điều khoản Hợp bang năm 1777. Trong cuộc chiến tranh Cách mạng Hoa Kỳ, người Mỹ xâm chiếm Thung lũng sông St. Lawrence, nhưng bị đẩy lùi. Người Mỹ cũng  đã chiến đấu với người Anh và các dân tộc bản địa đồng minh ở Quốc gia Ohio - khu vực lúc đó là phía tây nam của Quebec; khi chiến tranh kết thúc, vùng đất phía nam Great Lakes được nhượng lại cho Hoa Kỳ mới độc lập và trở thành Lãnh thổ Tây Bắc. Trong Chiến tranh năm 1812, người Mỹ lại xâm lược Canada để trả thù sự cưỡng chế thủy thủ Mỹ trên biển cả và hỗ trợ người dân bản địa chống lại sự bành trướng về phía tây của Mỹ, nhưng lại bị đẩy lùi.
Trong và sau Nội chiến Hoa Kỳ, một số chính trị gia Mỹ đã kêu gọi sáp nhập Canada vì sự hỗ trợ vật chất của Anh cho Liên minh miền Nam, điều mà một nhà sử học khẳng định đã kéo dài cuộc chiến thêm hai năm, chủ yếu là do quân Anh phong tỏa cung cấp vũ khí.Các đặc vụ của Liên minh miền Nam hoạt động ở Canada đã nhận được sự hỗ trợ từ phần lớn người Canada trong suốt cuộc chiến, cho phép thuộc địa của Anh được sử dụng làm căn cứ để tấn công Hoa Kỳ, chẳng hạn như ở Cuộc đột kích St. Albans.
Các cuộc khảo sát cho thấy một số ít người Canada có khả năng ủng hộ việc sáp nhập, từ con số 20% trong một cuộc khảo sát của Léger Marketing năm 2001 cho đến con số 7% trong một cuộc khảo sát khác của cùng một công ty vào năm 2004.
Sau chiến thắng trong cuộc bầu cử năm 2024, Tổng thống đắc cử Hoa Kỳ Donald Trump đã tiếp tục kêu gọi và thảo luận về khả năng sáp nhập Canada vào Hoa Kỳ, và Thủ tướng Canada Justin Trudeau đã trả lời trên X, "Không có một chút cơ hội nào về việc Canada sẽ trở thành một phần của Hoa Kỳ".